# Russell Allen
Russell Allen (nacido el 19 de julio de 1971 en Long Beach, California) es el actual vocalista de la banda de metal progresivo Symphony X, vocalista de Adrenaline Mob y también posee un trabajo solista, otro junto al cantante Jorn Lande y otro junto a Anette Olzon.
En el año 2005 Russell saca su disco solista llamado Russell Allen's Atomic Soul, que gira en torno al hard rock y el heavy metal, y que por lo demás, destaca interpretando él todos los instrumentos.

## Discografía

### Solista
- Russell Allen's Atomic soul (2005)

### ConSymphony X
- The Damnation Game (1995)
- The Divine Wings of Tragedy (1996)
- Twilight in Olympus (1998)
- V: The New Mythology Suite (2000)
- The Odyssey (2002)
- Paradise Lost (2007)
- Iconoclast (2011)
- Underworld (2015)

### Con Ayreon
- Flight of the migrator (2000)
- The source (2017)

### ConStar one
- Space metal (2002)
- Live on earth (2003, álbum en directo)
- Victims of the Modern Age (2010)

### ConJørn Lande
- The battle (2005)
- The revenge (2007)
- The Showdown (2010)
- The Great Divide (2014)

### ConAdrenaline Mob
- Omertá (2012)
- Covertá (2013)
- Men of Honor (2014)

### ConLevel 10
- Chapter One (2015)

### ConAnette Olzon
- Worlds Apart (2020)
- Army of Dreamers (2022)